# Белов, Михаил Алексеевич
Михаи́л Алексе́евич Бело́в (23 июля 1921 года — 23 января 1998 года) — советский офицер, участник Великой Отечественной войны, командир батальона 965-го стрелкового полка 274-й стрелковой дивизии 69-й армии 1-го Белорусского фронта, майор.
Герой Советского Союза (24.03.1945), полковник в отставке (с 1963 года).

## Биография
Родился 23 июля 1921 года в деревне Голчань (ныне Бежецкого района Тверской области) в семье крестьянина. Русский. Член ВКП(б) с 1943 года. В 1941 году окончил Осташковский финансовый техникум.
В марте 1941 года призван в ряды Красной армии. В 1942 году окончил Орловское военное пехотное училище. В боях Великой Отечественной войны с июня 1941 года. Воевал на 1-м Белорусском фронте. Был трижды ранен.
29 июля 1944 года батальон М. А. Белова, участвовавший в Люблинско-Брестской операции, первым вышел к Висле и с ходу форсировал её. В деревне Карчмиске бойцы нашли восемь рыбачьих лодок и два металлических бота, на которых поместились две противотанковые пушки с расчётами.
Внезапно появившись на левом берегу, стрелки под командованием М. А. Белова освободили деревню Гнездкув, юго-восточнее польского города Зволень, взяв много пленных, оружия и боеприпасов. Захватив удобный плацдарм, батальон отбил пять яростных контратак противника, дав возможность переправиться через Вислу полковой артиллерии. Комбат был ранен, но продолжал руководить боем.
В последующие дни, расширяя плацдарм, батальон овладел тактической высотой «155,1». В этих боях 3 августа 1944 года комбат был вторично ранен и снова остался в строю. Многие легкораненые воины по его примеру не оставили позиций.
Так было положено начало Пулавскому плацдарму на Висле. Здесь переправилась затем 69-я армия.
Указом Президиума Верховного Совета СССР от 24 марта 1945 года за мужество и героизм, проявленные при форсировании Вислы и удержании плацдарма на её западном берегу майору Михаилу Алексеевичу Белову присвоено звание Героя Советского Союза с вручением ордена Ленина и медали «Золотая Звезда» (№ 5187).
После окончания Великой Отечественной войны продолжал службу в армии. В 1951 году окончил Одесское военное пехотное училище, в 1952 году — курсы «Выстрел», в 1957 году — Военную академию имени М. В. Фрунзе. С 1963 года полковник М. А. Белов — в отставке. Жил в Волгограде. Работал инженером на заводе «Баррикады».
Скончался 23 января 1998 года.

## Награды
- Медаль «Золотая Звезда» Героя Советского Союза (№ 5187)
- Орден Ленина
- Два ордена Красного Знамени
- Орден Отечественной войны I степени
- Орден Отечественной войны II степени
- Орден Красной Звезды
- Медали, в том числе:
  - Медаль «За победу над Германией в Великой Отечественной войне 1941—1945 гг.»
  - Юбилейная медаль «Двадцать лет Победы в Великой Отечественной войне 1941—1945 гг.»
  - Юбилейная медаль «Тридцать лет Победы в Великой Отечественной войне 1941—1945 гг.»
  - Юбилейная медаль «Сорок лет Победы в Великой Отечественной войне 1941—1945 гг.»